# FK Napredok Kičevo
FK Napredok Kičevo este un club de fotbal din Kičevo, Macedonia care evoluează în Prima Ligă (Macedonia).

## Lotul sezobului 2010-2011
| Nr. |                   | Poziție | Jucător              |
| --- | ----------------- | ------- | -------------------- |
| 1   | Serbia            | P       | Dragan Ugrenovic     |
| 2   | Macedonia de Nord | F       | Stanislav Mickoski   |
| 3   | Macedonia de Nord | F       | Oliver Askov         |
| 4   | Macedonia de Nord | M       | Zoran Panev          |
| 5   | Macedonia de Nord | F       | Shkumbin Asllani     |
| 6   | Macedonia de Nord | F       | Miki Iliev           |
| 7   | Macedonia de Nord | A       | Toni Nastov          |
| 8   | Macedonia de Nord | M       | Antonio Niceski      |
| 10  | Macedonia de Nord | M       | Žarko Simjanovski    |
| 18  | Macedonia de Nord | M       | Lazar Iliev          |
| 23  | Macedonia de Nord | A       | Krste Trpenoski      |
| 25  | Macedonia de Nord | M       | Dimitar Karamacovski |

| Nr. |                   | Poziție | Jucător            |
| --- | ----------------- | ------- | ------------------ |
| 26  | Macedonia de Nord | M       | Igor Damjanoski    |
| 32  | Macedonia de Nord | A       | Dejan Kuleski      |
| 43  | Macedonia de Nord | A       | Goran Naumovski    |
| 45  | Macedonia de Nord | A       | Zivko Stojkovski   |
| 56  | Macedonia de Nord | M       | Toni Dzangarovski  |
| 89  | Macedonia de Nord | F       | Pero Angeleski     |
| 91  | Macedonia de Nord | A       | Blagoj Levkov      |
|     | Macedonia de Nord | P       | Nikola Zerdeski    |
|     | Macedonia de Nord | P       | Daniel Veljanovski |
|     | Macedonia de Nord | F       | Igor Zafirovski    |
|     | Macedonia de Nord | A       | Dejan Cvetanovski  |
|     | Macedonia de Nord | A       | Blagoja Aleksoski  |